# Risiocnemis erythrura
Risiocnemis erythrura är en trollsländeart som först beskrevs av Brauer 1868.  Risiocnemis erythrura ingår i släktet Risiocnemis och familjen flodflicksländor. Inga underarter finns listade i Catalogue of Life.